# Лукашовка (Одесская область)
Лукашовка (укр. Лукашівка) — бывшее село, относится к Березовскому району Одесской области Украины. Село было подчинено Демидовскому сельсовету.
Население по переписи 2001 года составляло 7 человек. Почтовый индекс — 67312. Телефонный код — 4856. Занимает площадь 0,186 км². Код КОАТУУ — 5121281603.

## История
По состоянию на 1989 год население — 10 человек, 1964 год — 35 человек, 2001 год — 7 человек. Решением Одесского областного совета от 04.07.2013 года село снято с учёта, в связи с отсутствием населения.